# الدول البوليفارية

الدول البوليفارية.

الدول البوليفارية ، هي ست دول أمريكية من أصل إسباني (بوليفيا، كولومبيا، الإكوادور، بنما، بيرو وفنزويلا)، التي يُعزى أصلها الجمهوري إلى أفكار سيمون بوليفار ، وحرب الاستقلال التي قادها الجيش الفنزويلي على النيابة الملكية في غرناطة الجديدة وبيرو.
على الرغم من أن بوليفار لم يكن له علاقة باستقلال بنما عن إسبانيا، ناهيك عن ظهور بنما كجمهورية مستقلة (1903)، فإن هذا البلد يعتبر بوليفاريًا حيث أعلن استقلاله في عام 1821. انضم الوطنيون البنميون طوعًا إلى المقاطعات القديمة في فيراغواس وبنما إلى كولومبيا الكبرى، وبمجرد حلها في عام 1830، ظلت المنطقة جزءًا من كولومبيا حتى عام 1903. بالإضافة إلى ذلك، اختار بوليفار بنما لاستضافة كونغرس بنما. في عام 1824، وطد بوليفار، مع معركتي جونين وأياكوتشو، استقلال بيرو، التي بدأها خوسيه دي سان مارتين، الذي أعلن في عام 1821 الاستقلال وأسس جمهورية بيرو.
جاءت الروابط بين هذه البلدان من خلال التحالفات الاقتصادية والمعاهدات الدولية مثل مجموعة دول الأنديز، التي جمعت منذ عام 1939 تلك البلدان باستثناء بنما والتي تنتمي إليها شيلي وفنزويلا. وبالمثل، هناك منظمات ثقافية ورياضية مثل منظمة الرياضة البوليفارية، التي تنظم منذ عام 1938 الألعاب البوليفارية كل أربع سنوات.

## التاريخ
مخلصًا لمثله العليا للوحدة الأمريكية، وبجهد كبير، وحد بوليفار في جمهورية واحدة، كولومبيا (المعروفة تاريخيًا باسم كولومبيا الكبرى) ثلاث كيانات سابقة للحكم الإسباني، نيابة الملك لغرناطة الجديدة (حاليًا كولومبيا وبنما) ، رئاسة فنزويلا العامة (فنزويلا) وكيتو (الإكوادور) بقيادة الكولونيل خوسيه دي فابريجا إلى ذلك الحين،
من ناحية أخرى، كان استقلال بنما عن إسبانيا بالتأكيد ليس من أفعال لسيمون بوليفار. أعلن برزخ بنما استقلاله في 28 نوفمبر 1821 وانضم طواعية إلى كولومبيا الكبرى، بسبب تعاطف القيادة البنمية مع أفكار بوليفار.
فيما يتعلق ببيرو، في عام 1824، حقق سيمون بوليفار انتصارات عسكرية في معارك جونين (6 أغسطس) وأياكوتشو (9 ديسمبر) على القوات الملكية التي هيمنت على النيابة الملكية على بيرو بالحصول على توقيع الاستسلام الإسباني المعترف باستقلال بيرو، والعمل التحرري بدأ في عام 1821 من قبل خوسيه دي سان مارتين الذي أعلن الاستقلال وأسس جمهورية بيرو.
أما بالنسبة لبوليفيا، فمنذ عام 1809، بدأ النضال الانفصالي ضد إسبانيا، والذي استمر حتى عام 1825.
في عام 1830، بدأ انفصال الدول الأعضاء في كولومبيا الكبرى، عندما تراجع الحلم البوليفاري بالاتحاد الأمريكي كما تراجعت حياته. بعد أن قررت فنزويلا والإكوادور الانفصال، اتخذت بنما القرار نفسه في 26 سبتمبر 1830. توفي سيمون بوليفار في 17 ديسمبر. بعد حل الاتحاد، كانت بنما جزءًا من جمهورية كولومبيا حتى انفصالها النهائي في 3 نوفمبر 1903. كان هذا بسبب رفض كولومبيا لمعاهدة هاي هيران، وأزمة بنما في أعقاب حرب الألف يوم والتدخل الاستراتيجي للولايات المتحدة على البرزخ. في ذلك البلد أيضًا، تحدث بوليفار عن كونغرس بنما، الذي سعى في عام 1826 إلى إنشاء اتحاد كونفدرالي للدول الأمريكية للدفاع عن القارة ضد عصبة التحالف المقدس، من خلال تشكيل جيش من 60 ألف جندي بحصص نسبية للدفاع عن أنفسهم من إسبانيا.

## روابط خارجية
- Países bolivarianos fortalecen lucha counter narcoterrorismo مقال في أمريكا اللاتينية عن Guillermo Tribin في El Almanaque بإسبانيا.
- Ministros de Defensa de Países Bolivarianos Acordaron Plena Subordinación Al poder الأخبار المدنية في Bolpress.com